# Charles Victor Frébault
Pour les articles homonymes, voir Frébault.
Charles Victor Frébault, né le 1er février 1813 à Limon et mort le 6 février 1888 à Paris, inhumé à Saint-Julien-du-Sault, est un général, gouverneur de la Guadeloupe, député et sénateur français.

## Biographie

### Famille et études
Charles Victor Frébault est le fils de Jean Marie Frébault et de Jacquette Louise Perigord. Il entra à l’École polytechnique en 1833 puis à l’École d'application de l'artillerie et du génie de Metz en 1835.

### Carrière
Nommé lieutenant en 1837, Charles Frébault partit pour le Mexique, se distingua à la prise du fort de St Jean d’Ulúa par le commandant des bombardiers du Cyclope et du Vulcain dont une des bombes fit sauter le magasin à poudre et le parc d'artillerie de San Miguel, amenant à la reddition de la place. Il en fut récompensé par la remise de la croix de la légion d’honneur en 1839. Capitaine en 1840, il passa deux ans en Guadeloupe où il accomplit son service colonial. Attaché à la direction de Brest, chef de bataillon en 1848, il est envoyé comme directeur de l’école de pyrotechnie de Toulon.
Il prit part dans la Baltique à la guerre d’orient et reçut à la fin de la campagne, en 1854, le brevet de lieutenant-colonel. Il fut nommé colonel en 1856 au 1er régiment d’artillerie coloniale de Lorient, en campagne à Sveaborg et fut promu officier de la Légion d’honneur. De retour en France, adjoint à l’inspection générale de l’artillerie de la marine, il entra au conseil des travaux et dirigea ensuite la fonderie de Nevers de 1857 à 1859.
Il fut nommé gouverneur de la Guadeloupe de 1859 à 1863 et commandeur de la légion d’honneur. Pendant son séjour, il fut promu général de brigade le 26 août 1861. Il s’attacha à l’amélioration du port de Pointe-à-Pitre. C’est sous son administration, secondé par l'ordonnateur Bontemps, que la liberté du commerce et de la navigation fut accordée aux colonies.
À son retour en France, il devint directeur de l’artillerie au Ministère de la Marine en 1864. Il reçut ses étoiles de Général de division en 1867. Commandant de l’artillerie de la 2e armée, au siège de Paris, en 1870, il se distingua au cours de la bataille de Champigny.
Charles Victor Frébault fut élu représentant de la Seine au parlement le 8 février 1871, dans les rangs de la gauche modérée, puis sénateur inamovible de gauche le 10 décembre 1875 ; il était alors inspecteur général permanent de l’artillerie de marine.
Il fut chargé, assisté du Général Lecointe, par le Général Boulanger, alors ministre de la Guerre, de régler les conditions de son duel avec le Baron de Lareinty, survenu à la suite des incidents de la séance du Sénat du 15 juillet 1886, sans qu'aucun blessé ne soit à déplorer à l'issue du duel.

## Décorations françaises[4]
- 6 mars 1839 : Chevalier de la Légion d'honneur
- 12 juin 1856 : Officier de la Légion d'honneur
- 13 août 1858 : Commandeur de la Légion d'honneur
- 26 octobre 1866 : Grand officier de la Légion d'honneur, par décret impérial (1866)
- Décret du 16 décembre 1870, pour prendre rang à dater du 8 décembre : Grand Croix de la Légion d'honneur. Mention : Concernant la Guadeloupe, il s'attacha à améliorer le port de Pointe-à-Pitre. Sous son administration la liberté du commerce et la liberté de la navigation fut accordée aux colonies. L'île de la Guadeloupe n'avait jamais eu un gouverneur aussi éminent.
- Il a également été membre du Conseil de l'Ordre de la Légion d'Honneur.

## Postérité
- En Guadeloupe, la rue la plus riche, la plus commerçante et la plus vivante de la ville de Pointe-à-Pitre porte actuellement son nom. Le morne Frébault, l'un des sommets du parc national de la Guadeloupe est également dénommé en son honneur.
- Une statue lui a été élevée sur la place de la Victoire de Pointe-à-Pitre, face à la mer. Commandée en 1888, elle est l'œuvre de l'artiste Ernest Guilbert et est inaugurée le 1er février 1892[5].
- Il apparaît dans le tableau panoramique La Bataille de Champigny (1882)  peints par Édouard Detaille et Alphonse de Neuville (fragment 27. La Batterie blanche, peint par Detaille, lors de la découpe du tableau en 1892).

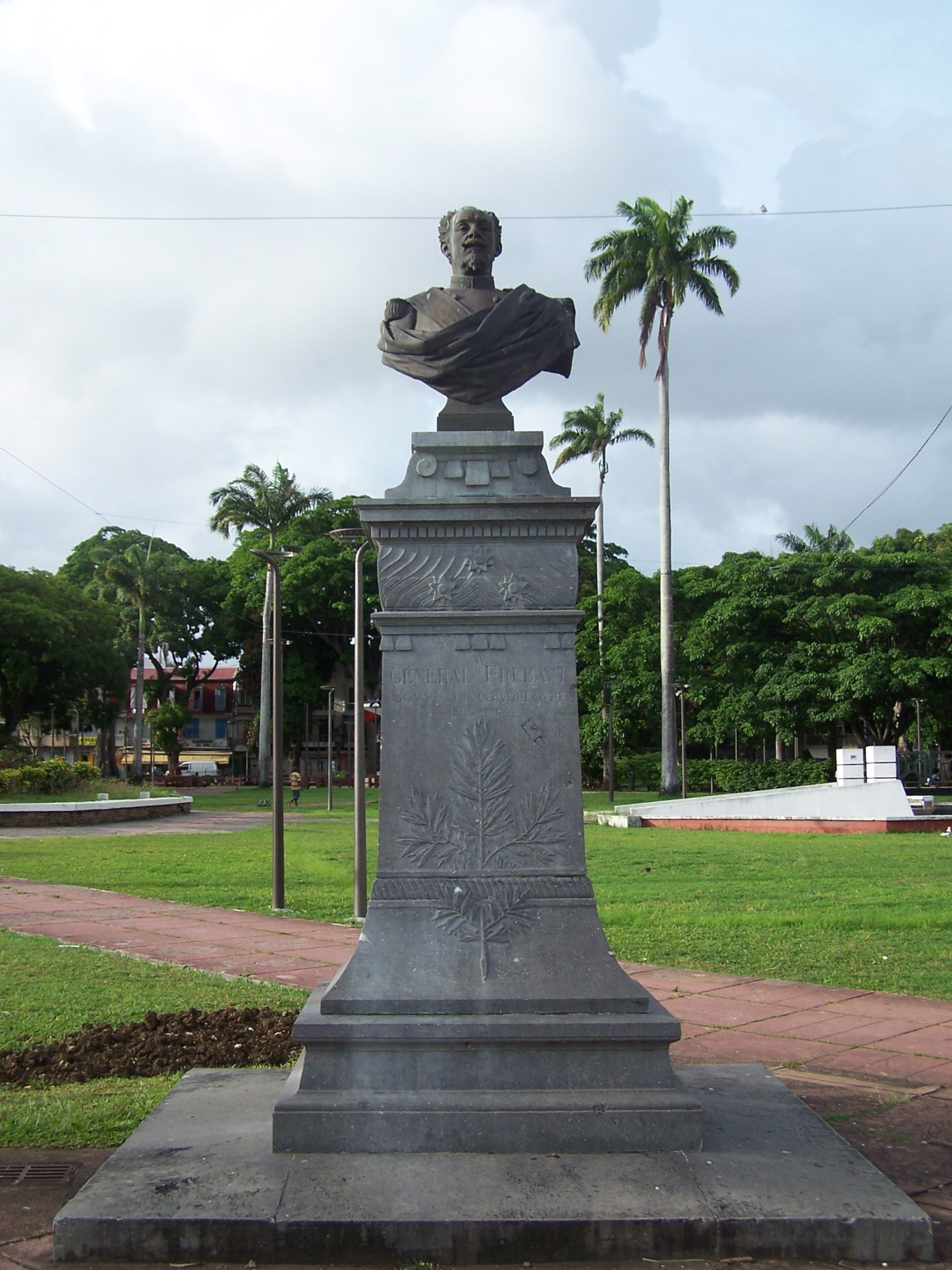
La statue du général Frébault sur la place de la Victoire de Pointe-à-Pitre.
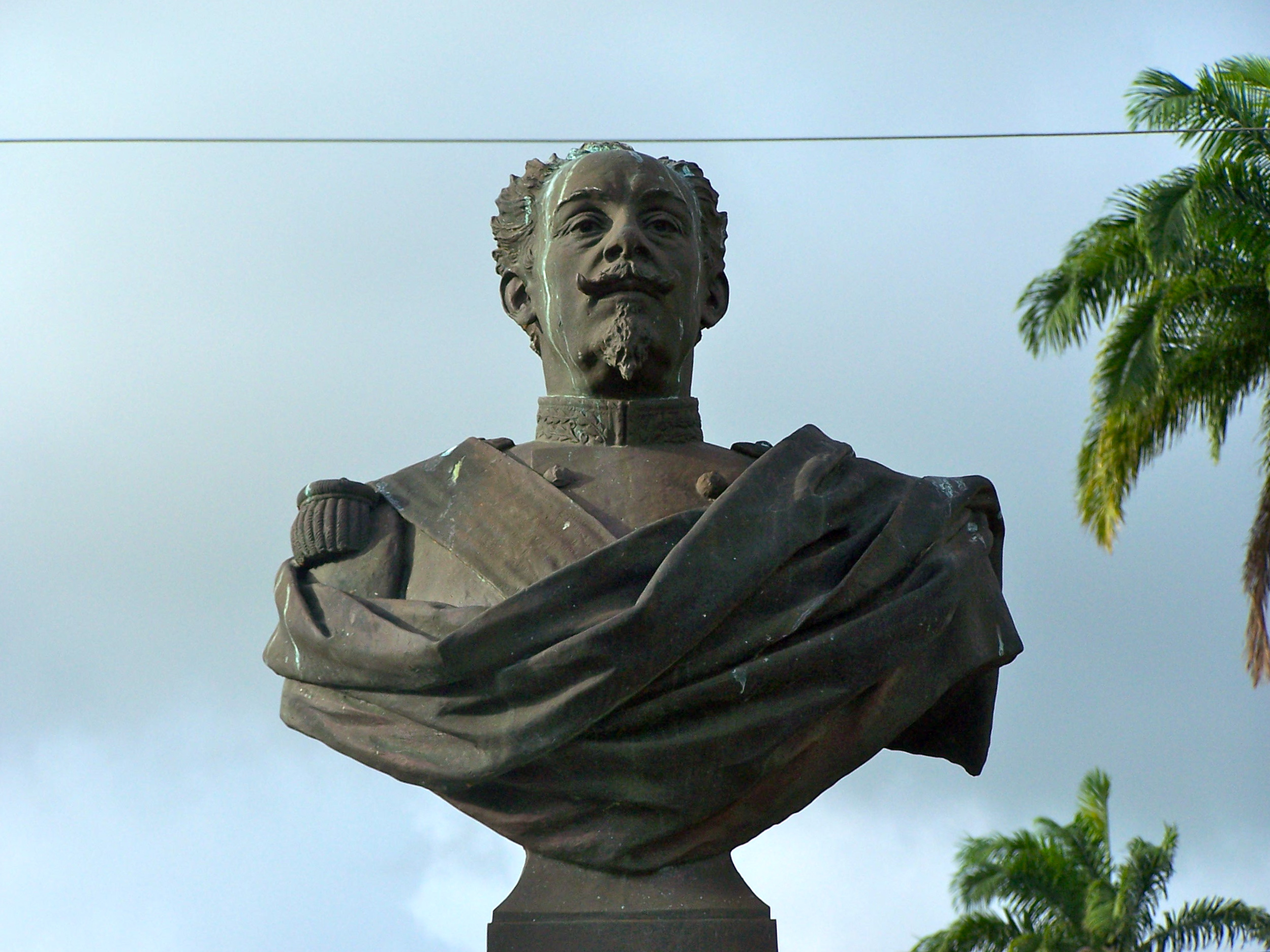
Détail du buste.
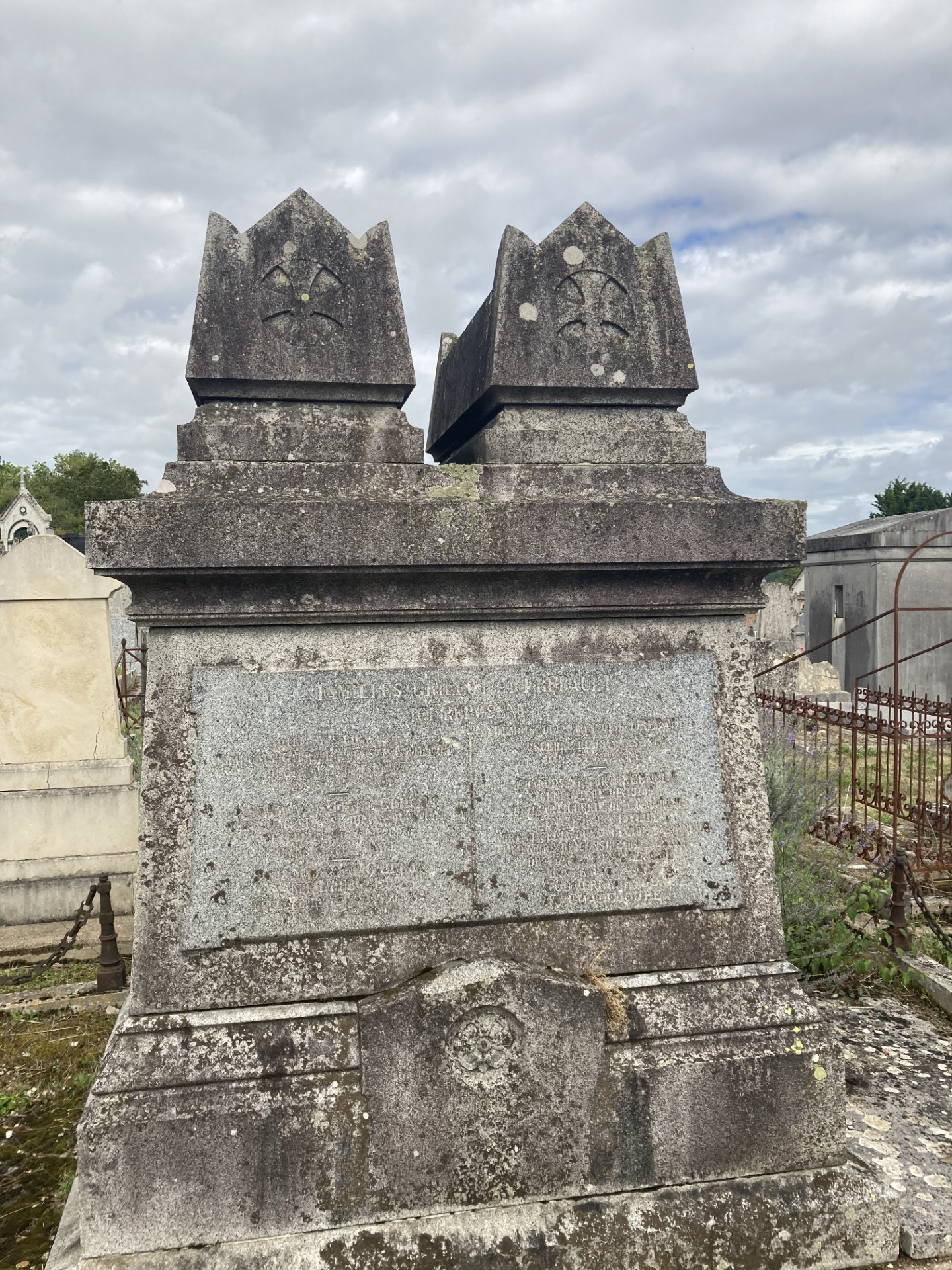
Sépulture du général Frébault au cimetière de Saint-Julien-du-Sault.